# Gabinete de John Evelyn

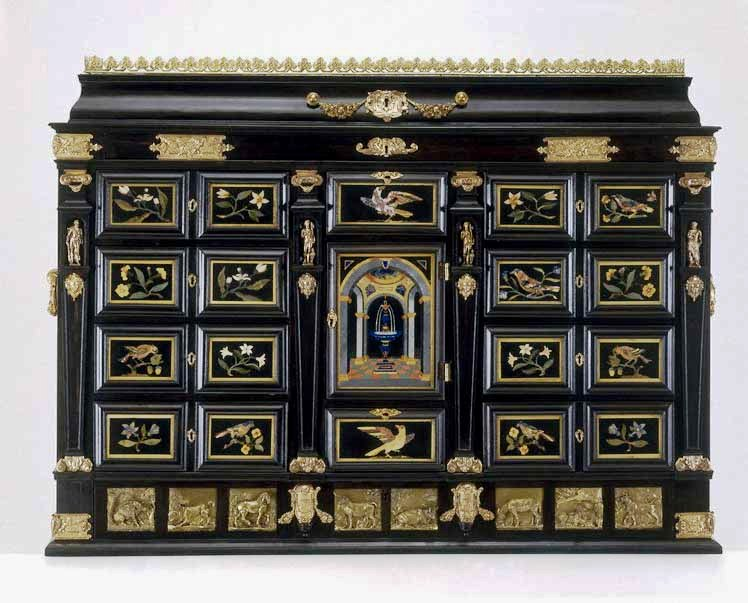
Gabinete de John Evelyn, 1644-1646 V&A Museum W.24-1977

El gabinete de John Evelyn es un mueble portátil profusamente decorado, expuesto en el Victoria and Albert Museum de Londres. El gabinete fue construido para el escritor británico John Evelyn (1620-1706). Es un ejemplo temprano de un mueble encargado por un viajero británico que realizó un "Grand Tour" por Europa.

## Historia
El gabinete adquirió su fama debido a su propietario, pero lo que distingue a este mueble inusual es que su aspecto es el resultado del uso de los materiales facilitados por el hombre que lo encargó. El gabinete fue expresamente construido para incorporar 19 paneles de piedras semipreciosas, adquiridos por Evelyn en Florencia a su fabricante, Domenico Benotti (activo entre 1630-50), en 1644. El gabinete fue a continuación ampliado para acomodar unas placas de bronce, probablemente realizadas por Francesco Fanelli (activo entre 1610-42). El diario de Evelyn fue publicado por primera vez a principios del siglo XIX, mucho tiempo después de su muerte. El reconocimiento nacional logrado entonces por los diarios dio al gabinete una nueva importancia, y fue embellecido con montantes de latón decorados.
Cuando Evelyn regresó de su estancia europea, el gabinete estuvo probablemente albergado en su casa de Dover Street, Londres. Tras la muerte de Evelyn en 1706, el mueble se trasladó a su residencia campestre de Wotton,  en Surrey.
En 1813, los diarios de John Evelyn fueron descubiertos en un "gabinete de ébano" en Wotton; casi con total seguridad debió de ser en este gabinete.